# Municipio de Upton
El municipio de Upton (en inglés: Upton Township) es un municipio ubicado en el condado de Texas en el estado estadounidense de Misuri. En el año 2010 tenía una población de 592 habitantes y una densidad poblacional de 2,77 personas por km².

## Geografía
El municipio de Upton se encuentra ubicado en las coordenadas 37°24′22″N 92°10′1″O / 37.40611, -92.16694. Según la Oficina del Censo de los Estados Unidos, el municipio tiene una superficie total de 213.76 km², de la cual 213,41 km² corresponden a tierra firme y (0,16 %) 0,35 km² es agua.

## Demografía
Según el censo de 2010, había 592 personas residiendo en el municipio de Upton. La densidad de población era de 2,77 hab./km². De los 592 habitantes, el municipio de Upton estaba compuesto por el 95,61 % blancos, el 0,34 % eran amerindios, el 0,34 % eran asiáticos, el 0,34 % eran de otras razas y el 3,38 % eran de una mezcla de razas. Del total de la población el 0,84 % eran hispanos o latinos de cualquier raza.